# Premier League de Belice 2015-16
La Liga Premier de Belice 2014-15 fue la quinta temporada de la liga más importante de Belice luego de su fundación en 2011.
Dentro de la temporada se jugaron dos torneos: el Torneo Apertura, jugado el segundo semestre de 2015, y el Torneo Clausura, jugado el primer semestre de 2016.

## Equipos participantes
Únicamente se mantuvieron 6 de los 9 equipos que jugaron la temporada anterior. FC Belize, Freedom Fighters y San Ignacio United abandonaron la competición.
Debido a tan alta reducción de equipos, fue posible que los equipos volvieran a jugar todos contra todos a visita recíproca, pues las fechas se reducían a apenas 10.
| Equipo               | Ciudad                  | Distrito    | Estadio                  |
| -------------------- | ----------------------- | ----------- | ------------------------ |
| Belize Defence Force | San Ignacio             | Cayo        | Estadio Norman Broaster  |
| Belmopan Bandits     | Belmopán                | Cayo        | Estadio Isidoro Beaton   |
| Placencia Assassins  | Independence            | Stann Creek | Placencia Football Field |
| Police United        | Ciudad de Belice        | Belice      | MCC Grounds              |
| Verdes               | Benque Viejo del Carmen | Cayo        | Estadio Marshalleck      |
| Wagiya FC            | Dangriga                | Stann Creek | Carl Ramos Stadium       |

## Torneo Apertura

### Fase de clasificación
|  | Pos. | Equipos              | PJ | PG | PE | PP | GF | GC | Dif. | PTS | Clasificación    |
|  | ---- | -------------------- | -- | -- | -- | -- | -- | -- | ---- | --- | ---------------- |
|  | 1º   | Belmopan Bandits     | 10 | 5  | 3  | 1  | 22 | 11 | +11  | 21  | Cuartos de final |
|  | 2º   | Police United        | 10 | 5  | 4  | 1  | 18 | 5  | +13  | 19  | Cuartos de final |
|  | 3º   | Placencia Assassins  | 10 | 5  | 3  | 2  | 20 | 13 | +7   | 18  | Cuartos de final |
|  | 4º   | Verdes               | 10 | 2  | 5  | 3  | 13 | 14 | -1   | 11  | Cuartos de final |
|  | 5º   | Belize Defence Force | 10 | 2  | 2  | 6  | 16 | 21 | -5   | 8   |                  |
|  | 6°   | Wagiya FC            | 10 | 1  | 1  | 8  | 12 | 37 | -25  | 4   |                  |
|  |      |                      |    |    |    |    |    |    |      |     |                  |

### Fase final

#### Semifinales
| Fechas                      | Local en la ida     | Global | Local en la vuelta | Ida   | Vuelta |
| --------------------------- | ------------------- | ------ | ------------------ | ----- | ------ |
| 6 y 12 de diciembre de 2015 | Verdes              | 3 - 1  | Belmopan Bandits   | 2 - 0 | 1 - 1  |
| 5 y 13 de diciembre de 2015 | Placencia Assassins | 2 - 3  | Police United      | 2 - 1 | 0 - 2  |

#### Final
| Fechas                       | Local en la ida | Global | Local en la vuelta | Ida   | Vuelta |
| ---------------------------- | --------------- | ------ | ------------------ | ----- | ------ |
| 20 y 27 de diciembre de 2015 | Verdes          | 0 - 1  | Police United      | 0 - 1 | 0 - 0  |

| Campeón - Apertura 2015 |
| Police United 2° título |

## Torneo Clausura

### Fase de clasificación
|  | Pos. | Equipos              | PJ | PG | PE | PP | GF | GC | Dif. | PTS | Clasificación    |
|  | ---- | -------------------- | -- | -- | -- | -- | -- | -- | ---- | --- | ---------------- |
|  | 1º   | Police United        | 10 | 6  | 3  | 1  | 21 | 15 | +6   | 21  | Cuartos de final |
|  | 2º   | Belize Defence Force | 10 | 6  | 2  | 2  | 16 | 9  | +7   | 20  | Cuartos de final |
|  | 3º   | Belmopan Bandits     | 10 | 5  | 3  | 2  | 14 | 5  | +9   | 18  | Cuartos de final |
|  | 4º   | Placencia Assassins  | 10 | 3  | 3  | 4  | 15 | 16 | -1   | 12  | Cuartos de final |
|  | 5º   | Verdes               | 10 | 3  | 1  | 6  | 13 | 16 | -2   | 10  |                  |
|  | 6°   | Wagiya FC            | 10 | 1  | 0  | 9  | 4  | 23 | -19  | 3   |                  |
|  |      |                      |    |    |    |    |    |    |      |     |                  |

### Fase final

#### Cuartos de final
| Fechas                  | Local en la ida     | Global  | Local en la vuelta   | Ida   | Vuelta |
| ----------------------- | ------------------- | ------- | -------------------- | ----- | ------ |
| 9 y 17 de abril de 2016 | Belmopan Bandits    | 3 - 2   | Belize Defence Force | 2 - 1 | 1 - 1  |
| 9 y 17 de abril de 2016 | Placencia Assassins | 5(8-7)5 | Police United        | 2 - 3 | 3 - 2  |

#### Final
| Fechas                   | Local en la ida     | Global | Local en la vuelta | Ida   | Vuelta |
| ------------------------ | ------------------- | ------ | ------------------ | ----- | ------ |
| 23 y 30 de abril de 2016 | Placencia Assassins | 0 - 2  | Belmopan Bandits   | 0 - 0 | 0 - 2  |

| Campeón - Clausura 2016    |
| Belmopan Bandits 5° título |

- Datos: Q20823542